# Eparquía de San Charbel en Buenos Aires
La eparquía de San Charbel en Buenos Aires (en latín: Eparchia Sarbelii Bonaërensis Maronitarum) es una circunscripción eclesiástica de la Iglesia católica en Argentina. Se trata de una eparquía maronita sufragánea de la arquidiócesis de Buenos Aires. Desde el 22 de noviembre de 2019 su eparca es Juan Habib Chamieh, de la Orden Maronita Mariamita.

## Territorio y organización
La eparquía tiene 2 780 400 km² y extiende su jurisdicción sobre los fieles católicos de rito antioqueno maronita residentes en Argentina.
Por no encontrarse dentro del territorio propio de la Iglesia maronita, la eparquía no está bajo dependencia del patriarca de Antioquía de los maronitas y es sufragánea de la arquidiócesis de Buenos Aires de rito latino. Sus obispos, sin embargo de ser designados por el papa, forman parte del sínodo patriarcal maronita y están sujetos al patriarca en los asuntos de su propio rito.
La sede de la eparquía se encuentra en la ciudad de Buenos Aires, en donde se halla la Catedral de San Marón.
En 2020 en la eparquía existían 4 parroquias:
| Parroquia | Localidad/ paraje     | Departamento/ partido         | Provincia/ ciudad autónoma | Jurisdicción                                                                                | Fecha de erección                                               |
| --- | --------------------- | ----------------------------- | -------------------------- | ------------------------------------------------------------------------------------------- | --------------------------------------------------------------- |
| Catedral San Marón                                                                                              | Buenos Aires          |                               | Ciudad de Buenos Aires     | Ciudad de Buenos Aires, ...                                                                 | 1 de enero de 1962 (cuasiparroquia el 11 de septiembre de 1925) |
| Santísimo Calvario y Nuestra Señora del Líbano (parroquia birritual, integra también la diócesis de San Martín) | Villa Lynch           | Partido de General San Martín | Buenos Aires               | Maronitas de las diócesis latinas de San Martín, Morón, San Miguel, San Justo, y San Isidro | 1 de enero de 1962                                              |
| San Juan Marón                                                                                                  | Godoy Cruz            | Godoy Cruz                    | Mendoza                    | Departamento Godoy Cruz, ...                                                                | 1 de enero de 1962                                              |
| Nuestro Señor del Milagro y San Maron                                                                           | San Miguel de Tucumán | Capital                       | Tucumán                    | Departamento Capital (Tucumán), ...                                                         | 1 de enero de 1962                                              |

## Historia
Los fieles de esta eparquía son mayormente emigrantes del Líbano, y en menor medida de Siria, o sus descendientes argentinos. El 5 de julio de 1901 llegaron a Argentina los dos primeros misioneros libaneses maronitas –Miguel Hallar de Tibre y Juan Gossen– quienes fundaron la primera misión libanesa maronita en América del Sur, que además fue la primera llevada adelante por esta Iglesia fuera del territorio libanés. En 1902 ellos fundaron el colegio San Marón en Buenos Aires junto con una capilla anexa, y en 1913 crearon una imprenta para editar el bisemanario El Misionero en árabe y castellano. En 1911 el sacerdote maronita Juan Aoun se estableció en la ciudad de Mendoza. En 1916 el arzobispo de Tucumán cedió una iglesia para uso del sacerdote maronita José Chaia. En 1920 la Orden Libanesa Maronita se estableció en Villa Lynch con el abad Manuel Ashkar.
Luego de gestiones ante la Santa Sede, el 11 de septiembre de 1925 les fue permitido utilizar la capilla del colegio San Marón para realizar celebraciones litúrgicas públicas en rito maronita, quedando erigida como cuasiparroquia personal de la arquidiócesis de Buenos Aires.
El 19 de febrero de 1959 el papa Juan XXIII erigió el ordinariato para los fieles de rito oriental de Argentina para la atención pastoral de los fieles católicos de ritos orientales desprovistos de ordinario propio, en el que quedaron comprendidos los maronitas. El 1 de enero de 1962 el cardenal Antonio Caggiano –ordinario para los fieles del rito oriental residentes en Argentina– decretó la erección de las parroquias maronitas en Buenos Aires, Villa Lynch, Godoy Cruz y San Miguel de Tucumán.
El papa Juan Pablo II erigió el 5 de octubre de 1990 la eparquía de San Charbel en Buenos Aires y designó a Charbel Georges Merhi como su primer obispo eparca. Al retirarse Merhi el 17 de abril de 2013 la eparquía quedó interinamente gobernada por un administrador apostólico, Juan Habib Chamieh, obispo titular de Nomento y perteneciente a la Orden Mariamita Maronita.
En 2001 la eparquía fue visitada por el patriarca maronita cardenal Nasrallah Pedro Sfeir de Reyfoun y en 2013 por el patriarca cardenal Béchara Boutros Raï.
El 27 de mayo de 2015 el administrador apostólico Juan Habib Chamieh fue nombrado delegado de la Congregación para las Iglesias Orientales ad instar hierarchae loci (es decir, con facultad de ordinario pero sin separar a los fieles de las diócesis locales) para los fieles maronitas residentes en Bolivia, Chile, Paraguay y Uruguay.

## Estadísticas
Según el Anuario Pontificio 2021 la eparquía tenía a fines de 2020 un total de 750 000 fieles bautizados. Tras el censo de 2022 se estiman 764 115 fieles 
| Año                                                                             | Población            | Población | Población      | Sacerdotes | Sacerdotes    | Sacerdotes    | Bautizados por sacerdote | Diáconos permanentes | Religiosos | Religiosos | Parroquias |
| Año                                                                             | Bautizados católicos | Total     | % de católicos | Total      | Clero secular | Clero regular | Bautizados por sacerdote | Diáconos permanentes | Varones    | Mujeres    | Parroquias |
| ------------------------------------------------------------------------------- | -------------------- | --------- | -------------- | ---------- | ------------- | ------------- | ------------------------ | -------------------- | ---------- | ---------- | ---------- |
| 1999                                                                            | 700 000              | ?         | ?              | 16         | 9             | 7             | 43 750                   | 1                    | 10         |            | 4          |
| 2000                                                                            | 700 000              | ?         | ?              | 16         | 10            | 6             | 43 750                   | 1                    | 11         |            | 4          |
| 2001                                                                            | 700 000              | ?         | ?              | 17         | 9             | 8             | 41 176                   | 1                    | 12         |            | 4          |
| 2002                                                                            | 700 000              | ?         | ?              | 20         | 10            | 10            | 35 000                   | 2                    | 12         | 5          | 4          |
| 2003                                                                            | 700 000              | ?         | ?              | 20         | 9             | 11            | 35 000                   | 2                    | 12         | 6          | 4          |
| 2004                                                                            | 700 000              | ?         | ?              | 19         | 10            | 9             | 36 842                   | 2                    | 9          | 6          | 4          |
| 2009                                                                            | 700 000              | ?         | ?              | 32         | 12            | 20            | 21 875                   | 2                    | 20         | 8          | 4          |
| 2014                                                                            | 720 000              | ?         | ?              | 9          | 3             | 6             | 80 000                   | 2                    | 6          | 8          | 4          |
| 2017                                                                            | 750 000              | ?         | ?              | 10         | 3             | 7             | 75 000                   | 2                    | 7          |            | 4          |
| 2020                                                                            | 750 000              | ?         | ?              | 10         | 3             | 7             | 75 000                   | 2                    | 7          |            | 4          |
| Fuente: Catholic-Hierarchy, que a su vez toma los datos del Anuario Pontificio. |                      |           |                |            |               |               |                          |                      |            |            |            |

## Episcopologio
- Charbel Georges Merhi, C.M.L. (5 de octubre de 1990-17 de abril de 2013 retirado)
- Juan Habib Chamieh, O.M.M. (17 de abril de 2013-22 de noviembre de 2019 nombrado eparca) (administrador apostólico)
- Juan Habib Chamieh, O.M.M., desde el 22 de noviembre de 2019